# 埃米尔·拉沙佩勒
埃米尔·拉沙佩勒（德語：Émile Lachapelle，1905年9月12日—1988年2月），瑞士男子赛艇、帆船运动员。他曾代表瑞士参加1924年和1948年夏季奥林匹克运动会，获得二枚金牌，均来自赛艇项目。